# Übungsplatz bei Ockstadt
Übungsplatz bei Ockstadt este o arie protejată (arie specială de conservare — SAC, sit de importanță comunitară — SCI) din Germania întinsă pe o suprafață de 48,78 ha, integral pe uscat.

## Localizare
Centrul sitului Übungsplatz bei Ockstadt este situat la coordonatele 50°20′40″N 8°42′39″E / 50.3444°N 8.7108°E.

## Înființare
Situl Übungsplatz bei Ockstadt a fost declarat sit de importanță comunitară în noiembrie 2004 pentru a proteja 1 specie de animale. Situl a fost protejat și ca arie specială de conservare în martie 2008.

## Biodiversitate
Situată în ecoregiunea continentală, aria protejată conține 3 habitate naturale: Ape stătătoare oligotrofe până la mezotrofe, cu vegetație de Littorelletea uniflorae și/sau de Isoëto-Nanojuncetea, Lacuri eutrofice naturale cu vegetație de tip Magnopotamion sau Hydrocharition, Pajiști uscate europene.
La baza desemnării sitului se află o specie protejată de  amfibieni: triton cu creastă (Triturus cristatus).